# Михајло Блажевић
Михајло Блажевић (Брезова Глава, 15. јун 1909 — Београд, 11. новембар 1964) био је учесник Народноослободилачке борбе и генерал-мајор ЈНА.

## Биографија
Пре рата био је подофицир југословенске војске. Народноослободилачкој борби се прикључио 1941, а члан КПЈ постао је 1942. године. Током рата био је командант батаљона Првог кордунашког НОП одреда и Четврте кордунашке бригаде, а од јуна 1944. начелник штаба 8. кордунашке дивизије НОВЈ.
Након рата завршио је Вишу војну академију ЈНА те био командант дивизије, а затим командант граничне бригаде. Активна служба у ЈНА му је завршила 1962. године.
Преминуо је 1. јануара 1964. у Београду, где је и сахрањен.
Носилац је Ордена братства и јединства са сребрним венцем, Ордена заслуга за народ са сребрним зрацима и других југословенских одликовања.